# Лизозом
Лизозоми (lisa = разлагање; soma = тело; органеле за варење) су органеле кесастог облика, обавијене једноструком мембраном. Испуњене су ензимима за унутарћелијско варење макромолекула. Познато је око 60 различитих хидролитичких ензима које лизозоми могу да садрже:
- протеазе које разлажу протеине,
- липазе, разлажу липиде
- нуклеазе, разлажу нуклеинске киселине
- фосфатазе и др.

Сви ови ензими су оптимално активни при pH око 5 па се због тога називају киселе хидролазе. Комбинација ензима коју садрже одређени лизозоми зависи од типа ћелије и ткива у којима се налазе.
Лизозоми се деле на две основне врсте: 
1. примарни
2. секундарни

Примарни лизозоми су тек формиране кесице (вакуоле) испуњене ензимима. У примарним лизозомима нема супстрата на које ензими делују па су они неактивни. Око супстрата, који треба да буде сварен, образује се везикула названа фагозом (има супстрат који треба да се свари, али нема ензиме за његово варење). Када се примарни лизозом споји са фагозомом, настаје секундарни лизозом у коме ензими делују на супстрат и разграђују га.
Када ендоцитозом у ћелију уђе неки страни крупан молекул или читава ћелија (нпр. бактерија), око ње се учешћем ћелијске мембране образује везикула (фагозом). Фагозом се спаја са примарним лизозомом и настаје секундарни лизозом у коме се страни материјал разграђује.

## Улоге
Улоге лизозома су: 
- одбрана од микроорганизама;
- варење дотрајалих ћелијских делова;
- варење читаве ћелије (аутолиза)и др.

Одбрана ћелија од микроорганизама (вируси у ћелију улазе пиноцитозом, а бактерије фагоцитозом) који се у лизозомима варе; због тога лизозома има пуно у леукоцитима који имају способност фагоцитозе. Грануларни леукоцити имају велику моћ фагоцитозе бактерија и њиховог варења у лизозомима (лизозоми се у овим леукоцитима виде као зрнца – грануле). Када дође до повреде на неком ткиву, ови леукоцити бивају привучени материјама које се налазе на повређеном месту. Они напуштају крвни суд, провлачећи се између ћелија крвног суда захваљујући способности да мењају облик (амебоидно кретање) и долазе до места повреде. Леукоцити, затим, обухватају једну по једну бактерију, а када је фагоцитоза интензивна један леукоцит може да захвати и до двадесетак бактерија. Обично после овако јаке фагоцитозе сам леукоцит угине, а остаци повређених ћелија, бактерија и леукоцита означени су као гној. У неким случајевима леукоцити не могу да остваре своју одбрамбену улогу јер немају одговарајуће ензиме за разлагање зида неких бактерија (нпр. бацила лепре и туберкулозе). Они изврше фагоцитозу, али не могу да разложе бактерију.
Варење дотрајалих, оштећених или непотребних молекула или делова ћелије у којој се лизозом налази процесом аутофагије. Тада се око материјала који треба да буде сварен образује аутофагозом, који се затим спаја са примарним лизозомом. Делове који су настали овим варењем ћелија употребљава за нове синтезе. У случају драстичног гладовања ћелија је принуђена да лизозомима разложи сопствене делове који нису дотрајали.
При узимању фенобарбитола повећава се количина глатког ендоплазматичног ретикулума код одрасле особе. Уколико се престане са узимањем овог лека, онда лизозоми у ћелијама јетре разграде тада тај вишак глатког ендоплазматичног ретикулума. Читав процес траје око 5 дана и за то време се количина ензима у лизозомима повећа око 800%.
Аутолиза сопствене ћелије врши се онда када се мембрана лизозома разори или постане пропустљива за ензиме, који доспевају у цитоплазму и разлажу сопствену ћелију. Промена пропустљивости мембране лизозома и излазак ензима у цитоплазму може да буде последица разних патолошких стања (болести) или нормалних услова (као што је нпр. приликом пропадања млечних жлезда сисара после одбијања младунчади од дојења ).

## Болести лизозома
Постоји читав низ болести које су непосредно или посредно везане са лизозомима. Услед недостатка неког ензима у лизозомима, материје које тај ензим разлаже се нагомилавају што доводи од поремећаја рада ћелије. Уколико недостаје ензим који разграђује липиде, они ће се нагомилати у нервним ћелијама и довести до Теј-Саксове болести. Болест се јавља код шестомесечних беба, доводи до менталне ретардације и смрти око пете године живота. Ова болест је наследна и припада ензимопатијама.